# المتوحش (مسلسل)
المتوحش (بالتركية: Yabani) هو مسلسل تلفزيوني تركي عرض في 12 سبتمبر 2023 وهو بطولة هاليت أوزغور ساري وسيماي بارلاس ويورداير أوكور ودولوناي سويسيرت و تايانش أيايدين و بيرتان أصلاني.

## قصة المسلسل
تدور أحداث مسلسل المتوحش حول شاب يدعى يامان،  من عائلة ثرية يتم اختطافه ليعيش بين الأزقة والشوارع، وبعد مرور سنوات يجد الشاب الذي اختطف صغيرًا نفسه مجبرًا على إعادة تكييف حياته عند عودته إلى منزله. يواجه يامان العديد من التحديات في حياته، بما في ذلك الفقر، والعنف، والصراعات مع عائلته الحقيقية. ومع ذلك، فإنه يجد الراحة في صداقته مع ثلاثة شباب آخرين، هم أوموت، وأسي، وجسور.

## أبطال المسلسل
- هاليت أوزغور ساري (يامان)
- سيماي بارلاس (رويا)
- دولوناي سويسيرت (نسليهان صويصلان)
- يورداير أوكور (سرحان صويصلان)
- تايانش أيايدين (قوفين أيدين)
- عثمان ألكاش (أشرف صويصلان)
- نور فتاح أوغلو (اوزغي أيدين)
- بيرتان أصلاني (ألاز صويصلان)
- شيبنام حسن إيزوغي (شيبنام)
- سيراي أوزكان (شاغلا صويصلان)
- روجبين ايردن (اسي)
- سيزر أريكاي (جسور)
- ألينا آل (إيجه صويصلان)
- رامز مولا موسى (أوموت)
- بارتو ديلمن (روزجار)

## البث الدولي
دبلج المسلسل إلى العربية باللهجة السورية وعُرض على قناة إم بي سي 4 ومنصة شاهد. ثم بالدبلجة الفارسية على إم بي سي الفارسية.

## روابط خارجية
- المتوحش على موقع IMDb (الإنجليزية)
- المتوحش على موقع قاعدة بيانات الفيلم (الإنجليزية)